# Adeodato
Adeodato ist ein seltener männlicher Vorname und Familienname. Er hat die Bedeutung „Von Gott gegeben“ und stellt die italienische oder spanische Version des lateinischen Papstnamens Adeodatus dar.
Namen mit ähnlicher Bedeutung sind Deodato, Diodato, oder Dieudonné.

## Namensträger (Familienname)
- João Maurício Adeodato (* 1956), brasilianischer Jurist und Rechtsphilosoph
- Ezequiel Adeodato Chávez (1868–1946), mexikanischer Jurist und Rektor der Universidad Nacional de México

## Namensträger (Vorname)
- Adeodato López (1906–1957), mexikanischer Fußballspieler
- Adeodato Malatesta (1806–1891), italienischer Maler
- Adeodato Giovanni Piazza (1884–1957), italienischer Kardinal der römisch-katholischen Kirche und Patriarch von Venedig